# Yahagidammen
Yahagidammen (japanska: 矢作ダム) är en damm och ett  vattenkraftverk i närheten av staden Toyota i Aichi prefekturen på ön Honshu i Japan.
Dammen, som var klar år 1970 efter en byggperiod på 8 år, är 100 meter hög och 323 meter lång. Den byggdes för att förhindra översvämningar och skapar den konstgjorda Okuyahagisjön. Kraftverket Yahagi 1 ingår tillsammans med 3 andra kraftverk i Okuyahagi Pumped Storage Power Station  ett system av pumpkraftverk som byggdes på 1980-talet.
På grund av den höga höjden försöker flera personer att begå självmord från Yahagidammen varje år.